# IC 3167
IC 3167 — галактика типу SB0/D () у сузір'ї Діва.
Цей об'єкт міститься в оригінальній редакції індексного каталогу.